# 다마쓰촌 (시가현)
다마쓰촌(玉津村)은 일본 시가현 야스군에 설치되었던 촌이다. 현재의 모리야마시의 일부에 해당한다.